# Wilhelm Heinrich von Korff zu Harkotten
Wilhelm Heinrich von Korff zu Harkotten (* 1651; † 1703) war Abgeordneter im Landtag des Hochstifts Münster.

## Leben

### Herkunft und Familie
Wilhelm Heinrich von Korff zu Harkotten wuchs als Sohn des Jobst Bernhard von Korff zu Harkotten und seiner Gemahlin Juliane von Westphalen zu Fürstenberg (1630–1695) zusammen mit seinen Geschwistern Friedrich Ferdinand, Moritz Ferdinand, Katharina Gertrud (⚭ Dietrich Brenken), Anna Dorothea (1649–1700, ⚭ Freiherr Goswin Caspar von Ketteler), Brigitte Theodora (⚭ Wolfgang von Boeselager), Klara Helena (⚭ von Boenen) und Jobst Dietrich (* 1668, Stiftsherr in Cappenberg) in einer uralten westfälischen Adelsfamilie auf.
Im Jahre 1683 heiratete er Franzelina Christina von Galen zu Assen (1660–1723, Tochter des Johann Heinrich von Galen und Anna Elisabeth von der Recke). Aus der Ehe sind die Kinder Wilhelm Friedrich (1688–1727, ⚭ Catharina Franziska Bernhardina von Westphalen), Hugo Gottfried, Benedikt Matthias, Maria Dorothea (Stiftsdame in Nottuln), Dietrich Mauritz Joseph, Franz Bernhard (Kanonikus in Cappenberg), Anna Elisabeth (Stiftsdame in Nottuln) und Francelina Helena (Stiftsdame in Langenhorst) hervorgegangen.

### Wirken
Im Jahre 1660 erhielt Wilhelm Heinrich eine Tonsur, wurde so auf ein geistliches Amt vorbereitet und erhielt eine Anwartschaft auf eine Dompräbende in Mainz.
In den Jahren 1670 bis 1674 führten ihn Studienreisen zu verschiedenen bedeutenden Universitäten, so nach Wien, Prag, Rom und Paris. Bei anderen Reisen lernte er u. a. die Städte Neapel, Florenz, Mailand, Lyon, Straßburg und Speyer kennen.
Am 20. November 1695 wurde Wilhelm Heinrich zur Münsterschen Ritterschaft aufgeschworen und war damit Vertreter im Landtag. Die Aufgabe dieser Institution, bestehend aus den drei Ständen, lag in der Regelung des Steuerwesens und ab 1447 auch des Fehdewesens im Hochstift Münster. In den Jahren 1700 und 1701 erhielt er eine Einladung zum Landtag.
Wilhelm Heinrich machte am 5. Mai 1702 sein Testament.